# 贠建民
贠建民（1963年4月—），男，汉族，甘肃会宁人，中华人民共和国政治人物。

## 生平
贠建民为甘肃省会宁县太平店鎮人，早年在甘肃农业大学、兰州大学就读，曾担任甘肃省财政厅副厅长、甘肃省安全生产监督管理局局长、庆阳市委副书记、市长，2016年升任中共庆阳市委书记，直到2021年离职，贠氏亦于2017年当选为中共十九大代表。
2018年，贠建民首次当选为甘肃省政协副主席，并于2023年1月18日连任。